# Unidad Académica Campesina-Carmen Pampa

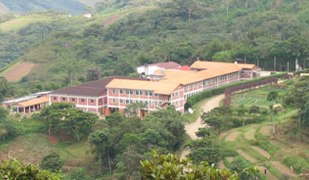
Hauptgebäude der UAC-Carmen Pampa

Die Unidad Académica Campesina-Carmen Pampa (UAC-Carmen Pampa) ist ein Campus der Katholischen Universität Boliviens und wurde 1993 gegründet, um die ländliche Armut in Bolivien zu bekämpfen. Sie liegt in der kleinen Gemeinde Carmen Pampa, zwölf Kilometer von der Stadt Coroico entfernt.

## Geschichte
Die UAC-Carmen Pampa wurde am 3. Oktober 1993 von Schwester Damon Nolan gegründet, eine Nonne der Missionarischen Franziskanerschwestern der Unbefleckten Empfängnis des Dritten Ordens der Franziskaner. Die Universität startete als Teil eines Konsortiums von ländlichen Zweigstellen der Katholischen Universität Boliviens, genannt UACs (Unidades Académicas Campesinas), gegründet, um die Armen der ländlichen Gegend zu unterrichten. 2010 wurde die Universität zum unabhängigen Campus der Katholischen Universität Boliviens erklärt. Die Universität bot zunächst technische Abschlüsse in den Studiengängen Agrarwissenschaft, Veterinär-/Tierwissenschaften und Krankenpflege an. 1998 vergrößerte die UAC-Carmen Pampa ihr Angebot um eine „licenciatura“. 2003 startete das Angebot eines licenciatura-Abschlusses in Grundschulbildung, 2006 das Angebot eines technischen Abschlusses in Tourismus. Außerdem wird ein Programm zur Vorbereitung auf die Universität angeboten, die sogenannte Pre-U.
1999 wurde der Carmen Pampa Fund gegründet, eine Stiftung, um der UAC-Carmen Pampa Unterstützung zu bieten. Sie hat ihren Sitz in Saint Paul, Minnesota.
2003 erkannten die USA der UAC-Carmen Pampa an, eine Institution mit „besten Praktiken für die Bekämpfung der Armut“ zu sein. Außerdem wurde ihr Bemühen anerkannt, sich gegen Armut und für die Verbesserung der Profitabilität und Souveränität von Lebensmitteln der ländlichen Bewohner einzusetzen. Im Mai 2011 erkannte das Bildungs- und Gesundheitskomitee der legislativen Versammlung Boliviens jede der UACs für ihre Bemühungen für höhere Bildung als eine lobenswerte Institution des Staates Bolivien an.

## Mission
Die Mission der UAC-Carmen Pampa ist es, den jungen Menschen der ländlichen Gegend einen Zugang zur höheren Bildung zu geben, als auch und denjenigen, die, aus welchem Grund auch immer, nicht in der Lage sind, solchen Studien nachzugehen; Männer und Frauen, die mit christlicher Berufung dazu bestimmt sind, den Dienst am nächsten auszuüben, mit einer hochqualitativen, professionellen Ausbildung auf christlicher Basis dazu vorzubereiten, ihre Entscheidungen zu treffen; durch Lernen und Lehren, Forschung und gemeinschaftliche Entwicklung auf kontinuierlicher Suche nach Wahrheit und Güte zu sein; Erweiterungsprogramme durch spezielle Projekte zu entwickeln, die ihre Notwendigkeit in den dortigen Gemeinden haben; und, den Erfolg der Universitätsgemeinschaft durch die Stärkung und die Entwicklung des Fortschrittes und der sozio-ökonomischen Befreiung, durch Akademik, Forschung und Erweiterungsaktivitäten in das Umland zu tragen.